# Little Saigon (comté d'Orange)
Little Saigon est un quartier situé à cheval sur les villes de Garden Grove et de Westminster dans le comté d'Orange, en Californie et est le plus grand Little Saigon des États-Unis. 
Saigon est l'ancien nom de la capitale de l'ancien Sud-Vietnam, d'où est originaire un grand nombre d'immigrants vietnamiens de première génération.

## Population
Le plus ancien, le plus grand et le plus important Little Saigon est centré dans le comté d'Orange, en Californie, où résident plus de 189 000 Américains d'origine vietnamienne. Avec les cinq autres comtés (énumérés ci-dessous) qui constituent l'essentiel de la méga-région du sud de la Californie, cette région constitue la plus grande population ethnique vietnamienne en dehors du Vietnam.
| Comté          | Population vietnamienne américaine |
| -------------- | ---------------------------------- |
| Orange         | 189 455                            |
| Los Angeles    | 85 487                             |
| San Diego      | 59 824                             |
| Riverside      | 16 026                             |
| San Bernardino | 14 097                             |
| Ventura        | 2 739                              |
| TOTAL          | 367 628                            |

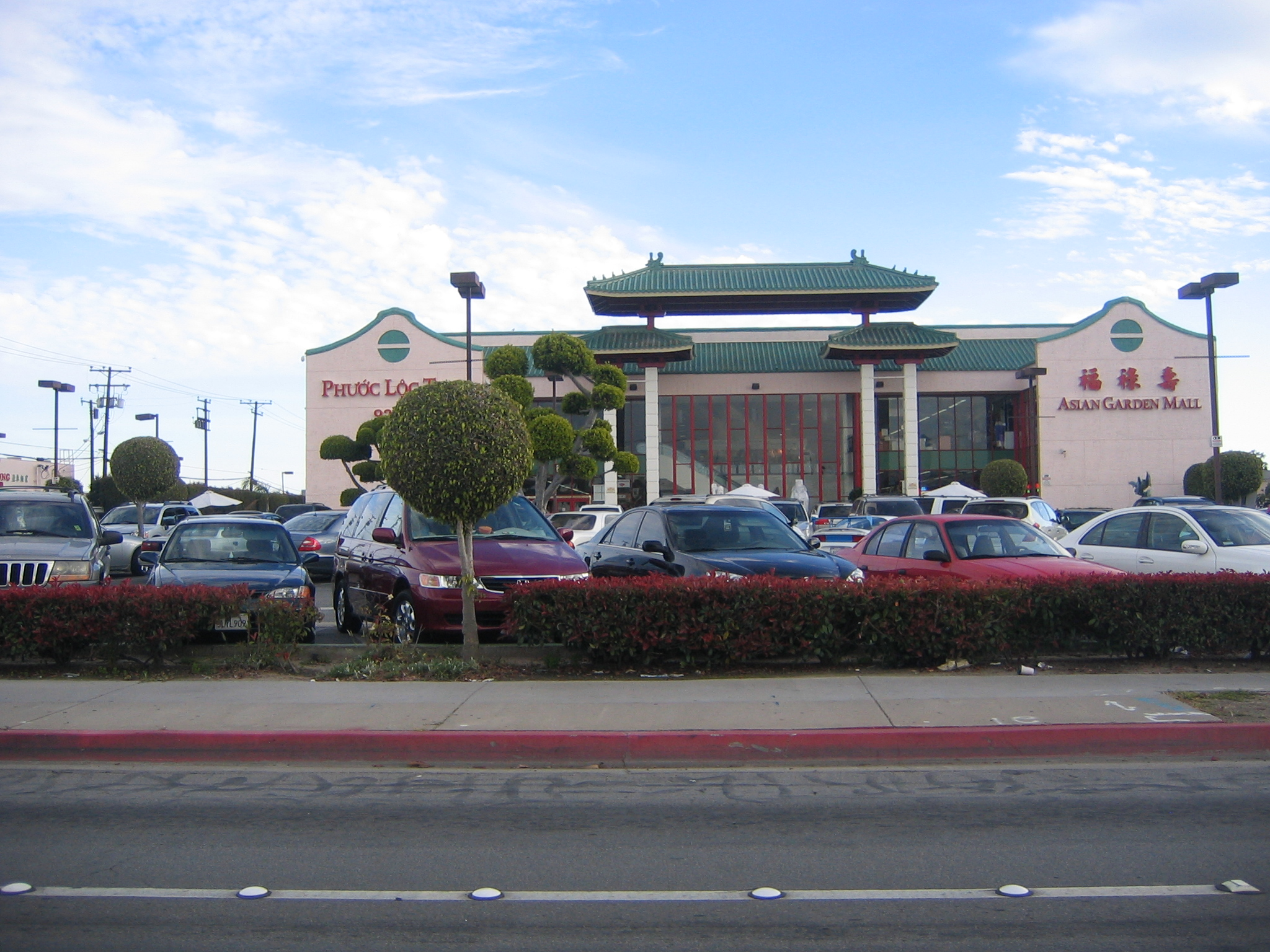
Phước Lộc Thọ, connu en anglais sous le nom d'Asian Garden Mall, le premier centre d'affaires vietnamien-américain à Little Saigon, dans le comté d'Orange.

La communauté a commencé à émerger à Westminster et s'est rapidement étendue à la ville adjacente de Garden Grove. Aujourd'hui, ces deux villes se classent comme la plus forte concentration de Vietnamiens-Américains de toutes les villes des États-Unis avec respectivement 37,1% et 31,1% (selon l'American Community Survey de 2011). Avec ses racines d'origine le long des couloirs animés de Bolsa et de Brookhurst, les frontières de la communauté Greater Little Saigon du comté d'Orange se sont étendues aux villes voisines. Le tableau ci-dessous montre la population vietnamienne américaine (VA) des villes du centre du comté d'Orange qui bordent ou se trouvent à une juridiction de Westminster, en Californie :

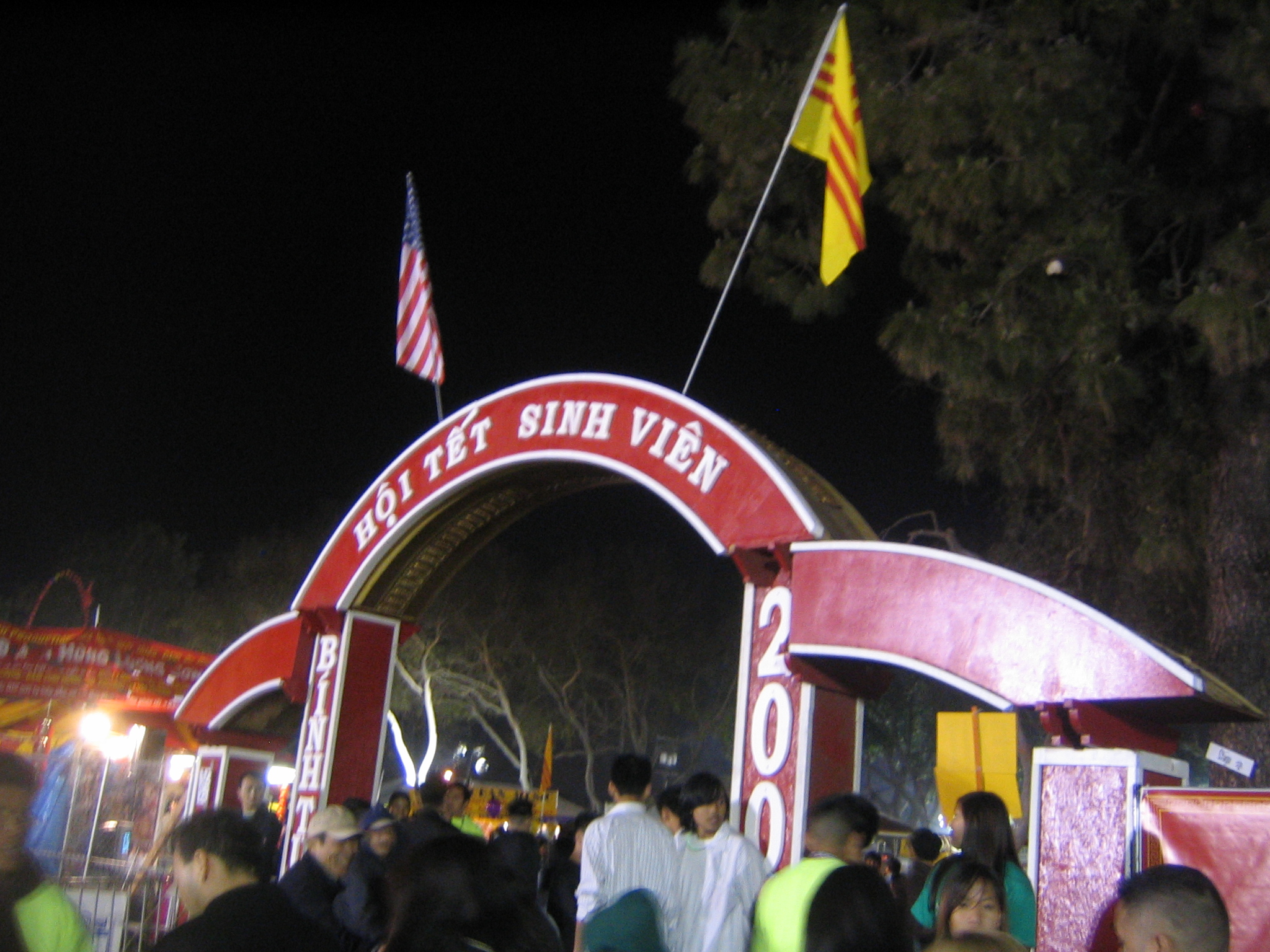
Le festival du Têt à Little Saigon, comté d'Orange, en Californie.

| Ville            | Population vietnamienne américaine |
| ---------------- | ---------------------------------- |
| Garden Grove     | 54 029                             |
| Westminster      | 33 819                             |
| Santa Ana        | 23 215                             |
| Fountain Valley  | 11 289                             |
| Irvine           | 11 024                             |
| Anaheim          | 10 830                             |
| Huntington Beach | 7 802                              |
| Stanton          | 5 501                              |
| Orange           | 4 768                              |
| Tustin           | 4 600                              |
| Costa Mesa       | 1 268                              |
| Cypress          | 1 037                              |
| TOTAL            | 169 182                            |